# Justus Ruperti (Unternehmer)

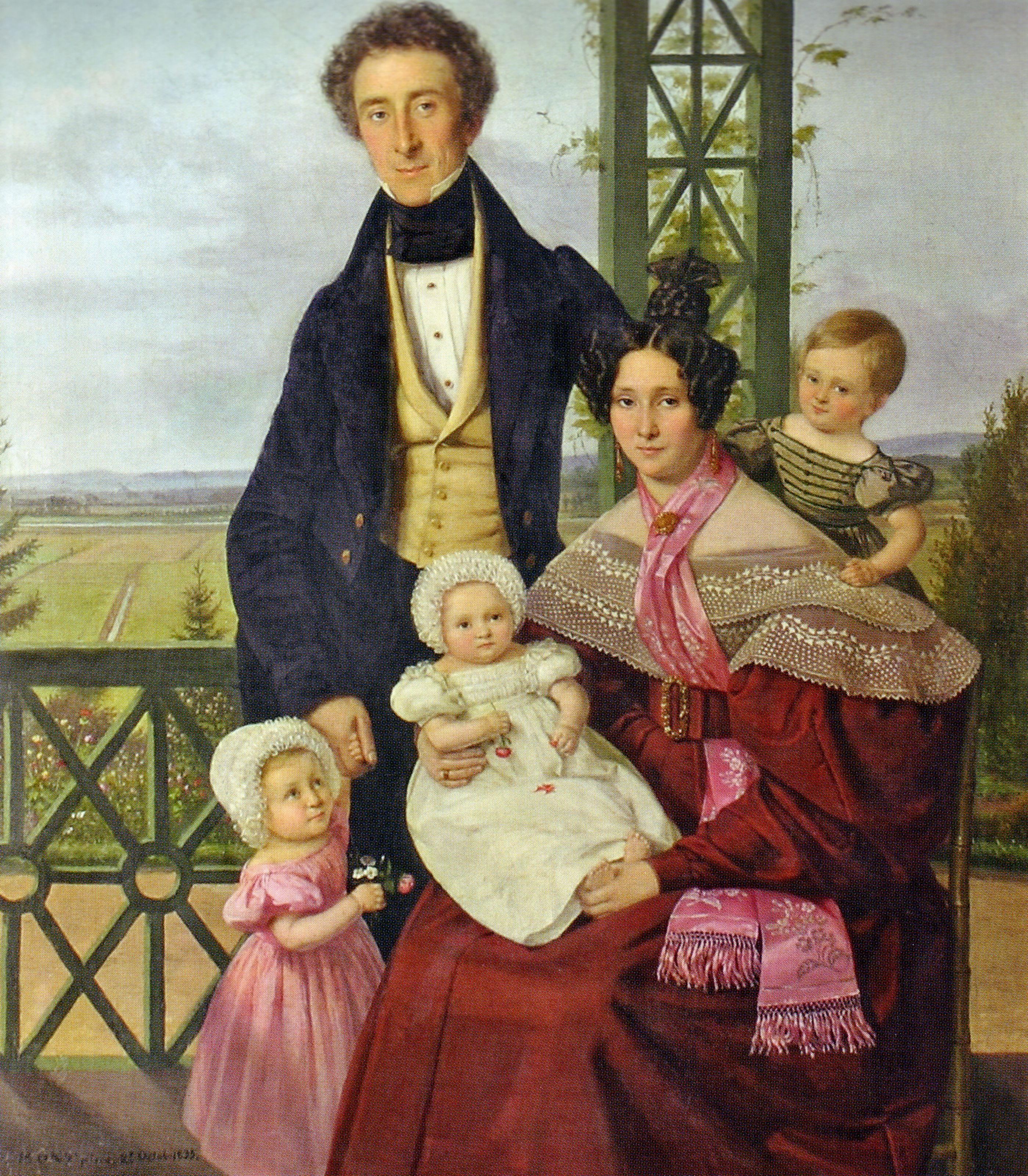
Justus Ruperti mit Familie 1835

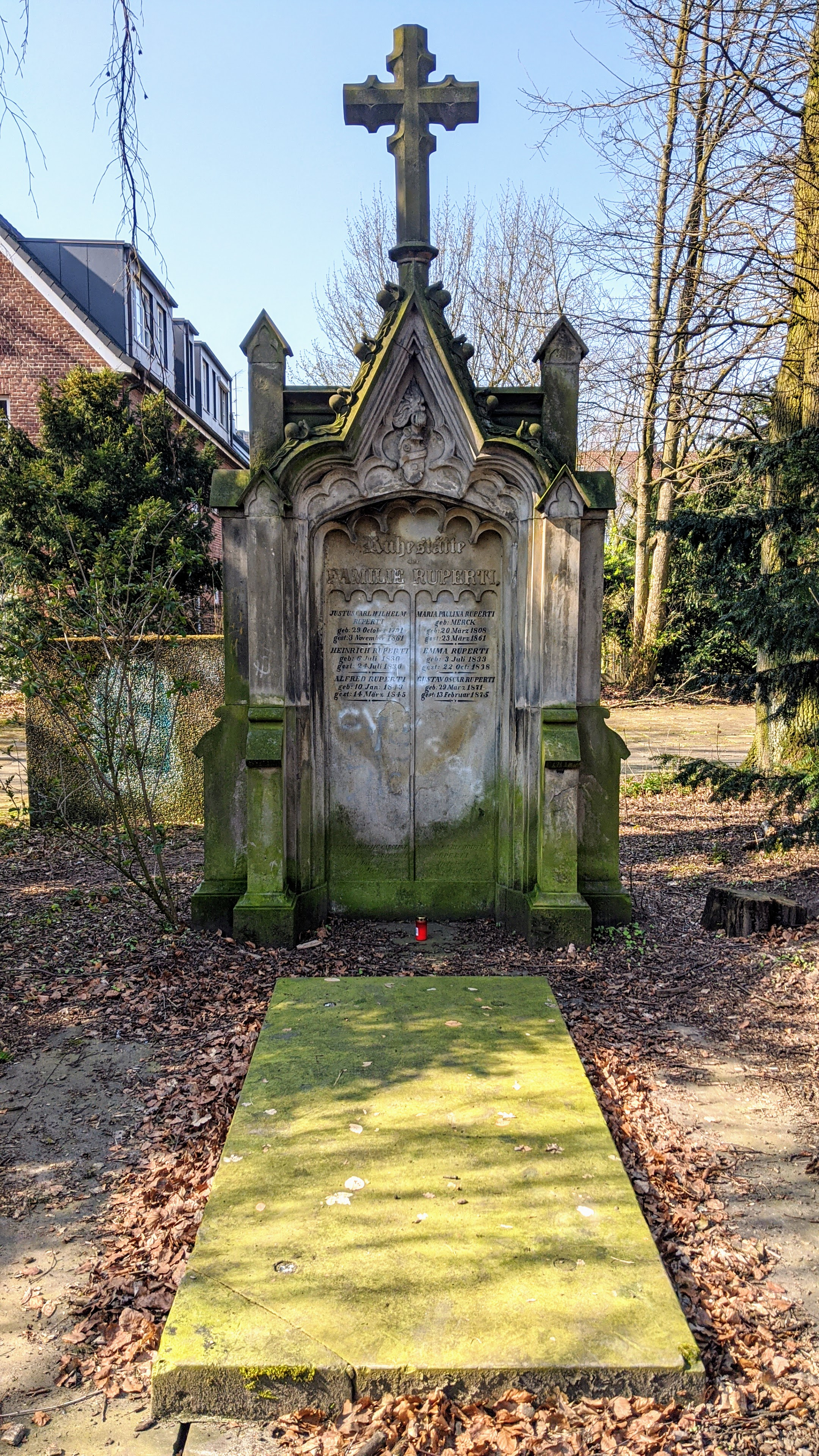
Familiengrab im Jacobipark

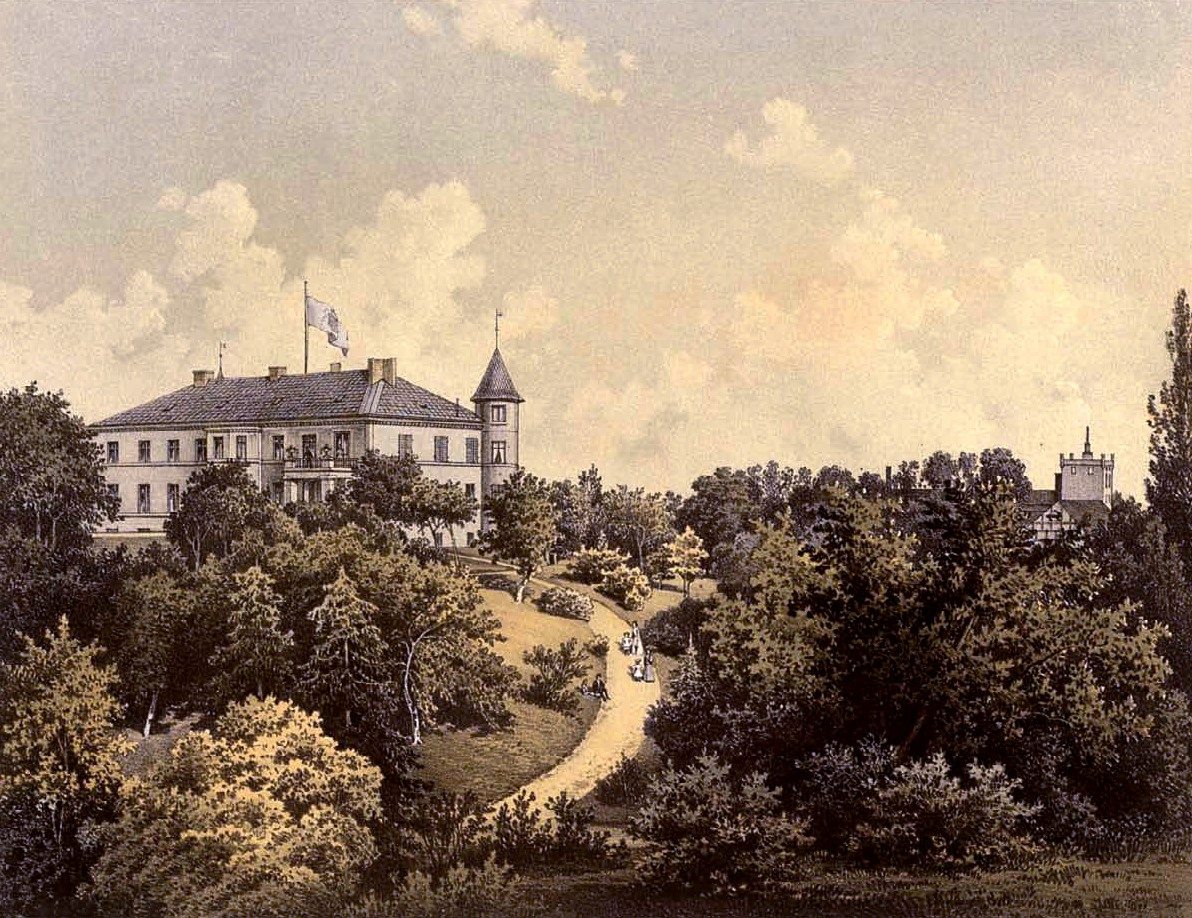
Rittergut Grubno um 1860, Sammlung Alexander Duncker

Justus Carl Wilhelm Ruperti (* 29. Oktober 1791 in Stade; † 3. November 1861 in Hamburg) war ein deutscher Kaufmann und Investor.

## Wirken als Unternehmer
Die Vorfahren Justus Rupertis stammten aus Niedersachsen und arbeiteten als Beamte, Pastoren und Kaufleute. Er selbst war ein Sohn des Theologen Georg Alexander Ruperti und dessen Frau Elisabeth Maria Louise, geborene Wickhardt (1764–1836). Er besuchte das Athenaeum in seinem Geburtsort Stade und begann 1805 eine kaufmännische Ausbildung bei dem Hamburger Unternehmen Krummes & Knoop. 1810 wechselte er nach London zum Unternehmen Lindley & Zimmermann, an dem sein Schwager Friedrich Christian Zimmermann Anteile hielt. Ruperti arbeitete hier anfangs als Commis, danach als Associé. Er erhielt jährlich 70 Pfund Sterling und ein Mittagessen bei der Familie seines Schwagers.
Kurze Zeit vor der Insolvenz der Firma Lindley & Zimmermann ging Ruperti 1819 zu dem deutschen Unternehmen Friedrich Huth & Co., das seinerzeit als bedeutendstes deutsches Unternehmen in London galt. Für diese Firmen aus England reiste er oft durch Europa. 1822 ging er als Agent für Green & Hartley aus London nach Mexiko. Dort baute er im Auftrag des Unternehmens als Geschäftspartner eine neue Firma auf und arbeitete daran mit, die deutsche Kolonisation voranzubringen und zwischenzeitlich auch, Minen zu erschließen. 1827 besuchte er kurzzeitig London und Hamburg und ging dann wieder nach Mexiko und veräußerte seine Unternehmensanteile. 1829 reiste er über New York, Le Havre und London erneut nach Hamburg. Er brachte Ersparnisse von circa 100.000 Mark Banco mit. Hinzu kamen 200.000 Mark Banco, die er von seiner Mutter geerbt hatte. Mit diesem Kapital eröffnete er eine eigene Handelsagentur.
Anfang 1836 trat Ruperti als Mitinhaber in das Handelshaus H. J. Merck & Co. seines Schwiegervaters Heinrich Johann Merck ein. 1840 kamen Ernst Merck und Theodor Merck (1816–1889) als Söhne Heinrich Johann Mercks hinzu. Gemeinsam führten sie es zu einem der größten Handelsunternehmen seiner Zeit, das die Wirtschaftskrise von 1857 nur mit städtischer Hilfe überstand.

## Engagement im Eisenbahnbau
1839 bildeten Justus Ruperti, Karl Sieveking und August Abendroth ein „Provisorisches Committe“ mit dem Ziel, eine Eisenbahnverbindung von Hamburg nach Bergedorf zu schaffen. Als Hamburg-Bergedorfer Eisenbahn-Gesellschaft verkauften sie 5000 Anteilsscheine zu je 300 Mark Banco für die notwendigen Investitionen. Ruperti erhielt als gewähltes Mitglied einen Sitz in dem aus fünf Personen bestehenden Gesellschaftsdirektorium. Der Hamburger Senat ermöglichte ihnen mit einem ersten Expropriationsgesetz den Ankauf von Grundstücken für das Bahnhofsgebäude und die Fahrstrecke. Nach dem Erwerb der Flächen und dem Beginn der Bauarbeiten entstand so die Hamburg-Bergedorfer Eisenbahn.
Danach beteiligte sich Ruperti in führender Position in einem Komitee, das die Eisenbahnstrecke nach Berlin verlängern wollte. Dabei erreichten sie einen am 18. Februar 1842 ratifizierten Staatsvertrag zwischen den sechs involvierten Territorien. Eine Aktiengesellschaft baute danach die Bahnstrecke Berlin–Hamburg.

## Grundstücksspekulationen
Ab 1838 kaufte Ruperti gemeinsam mit August Abendroth größere Flächen auf dem Hammerbrook. Damit hoffte er, von einem absehbaren Bedarf an Grundstücken für Unternehmen und Wohnungen profitieren zu können. Sie kooperierten dabei mit Heinrich Christian Meyer, dem Hausmakler Friedrich Georg Heinrich Hornbostel und dem Bleicher Johann Friedrich Schultz, der einen Sitz auf dem Hammerbrook hatte. Am 14. September 1840 schlossen sie sich zur „Interessenschaft der Hammerbrook und Billwärder Ausschlag Landunternehmung“ zusammen, an der Ruperti mit 300.000 Mark Banco 22 Prozent hielt. Nach dem Erwerb der Ländereien wollten sie diese trockenlegen, befahrbar machen und erschließen. Sie beauftragten William Lindley, eine Schleuse und eine Entwässerungsanlage zu planen, die bis 1847 entstanden. Trotzdem kam es 1849/50 und 1854/55 zu Überflutungen. Die Interessenschaft konnte die Grundstücke erst nach dem Ende der Hamburger Torsperre 1860/61 veräußern. Nicht ausreichend dokumentiert ist, ob die Unternehmer dabei Spekulationsgewinne erzielten.
Gemeinsam mit Heinrich Christian Meyer erwarb Ruperti weitere Flächen auf dem Grasbrook. Es handelte sich um zuvor als Bleichwiesen genutzte Grundstücke auf dem sogenannten „Wandbereiter-Rahmen“. 1840 besaßen sie 37 insgesamt 74.322 Quadratmeter große Grundstücke, für die sie ungefähr 400.000 Mark Banco gezahlt hatten. Hier wollten sie Gewerbeanlagen und Wohnungen bauen, stießen dabei jedoch auf Widerstände. Ihr Konflikt mit dem Hamburger Rat ging dabei auf ungeklärte Eigentumsverhältnisse zurück, die seit dem Mittelalter existierten. Außerdem galten die Flächen als einzig sinnvoller Bereich, um den Hamburger Hafen zu erweitern. Ruperti und Meyer hielten an ihren Bebauungsplänen nicht fest, sondern boten der Stadt an, die von ihnen erworbenen Flächen gegen nahegelegene Grundstücke vergleichbarer Größe zu tauschen. Es folgten mehrjährige Diskussion und Verhandlungen mit der Stadt Hamburg, die keine Entscheidung treffen wollte. Der Konflikt endete erst nach Meyers Tod 1854. Ruperti und Meyers Erben erhielten für die von ihnen erworbenen Flächen im Tausch ein deutlich kleineres Gebiet von 7897 Quadratmetern sowie 387.660 Mark Banco in bar, womit sie keinen Gewinn gemacht haben dürften.

## Ehrenamtliches Engagement
Ruperti gehörte seit dem 18. Dezember 1841 der Commerzdeputation an und übernahm 1847 für ein Jahr das Amt des Präses. In dieser Position redigierte er die Zeitschrift „Der Freihandel“ und sprach sich dabei nachdrücklich für den Freihandel aus. Für die Commerzdeputation sprach er im Dezember 1847 bei einer Versammlung des Ehrbaren Kaufmanns. Dabei schlug er erfolglos vor, Juden, die das Hamburger Bürgerrecht besaßen, eine Mitgliedschaft zu gewähren. Nach der Märzrevolution stellte er gemeinsam mit 26 weiteren Bürgern einen Antrag an den Hamburger Rat. Darin forderten sie, dass die Hamburgische Bürgerschaft eine Konstituante wählen sollte, die eine zeitgemäßere Verfassung entwerfen sollte.
1830 übernahm Ruperti das Amt des Provisors des Gast- und Krankenhauses und fungierte ab 1836 als dessen Jahresverwalter.

## Familie

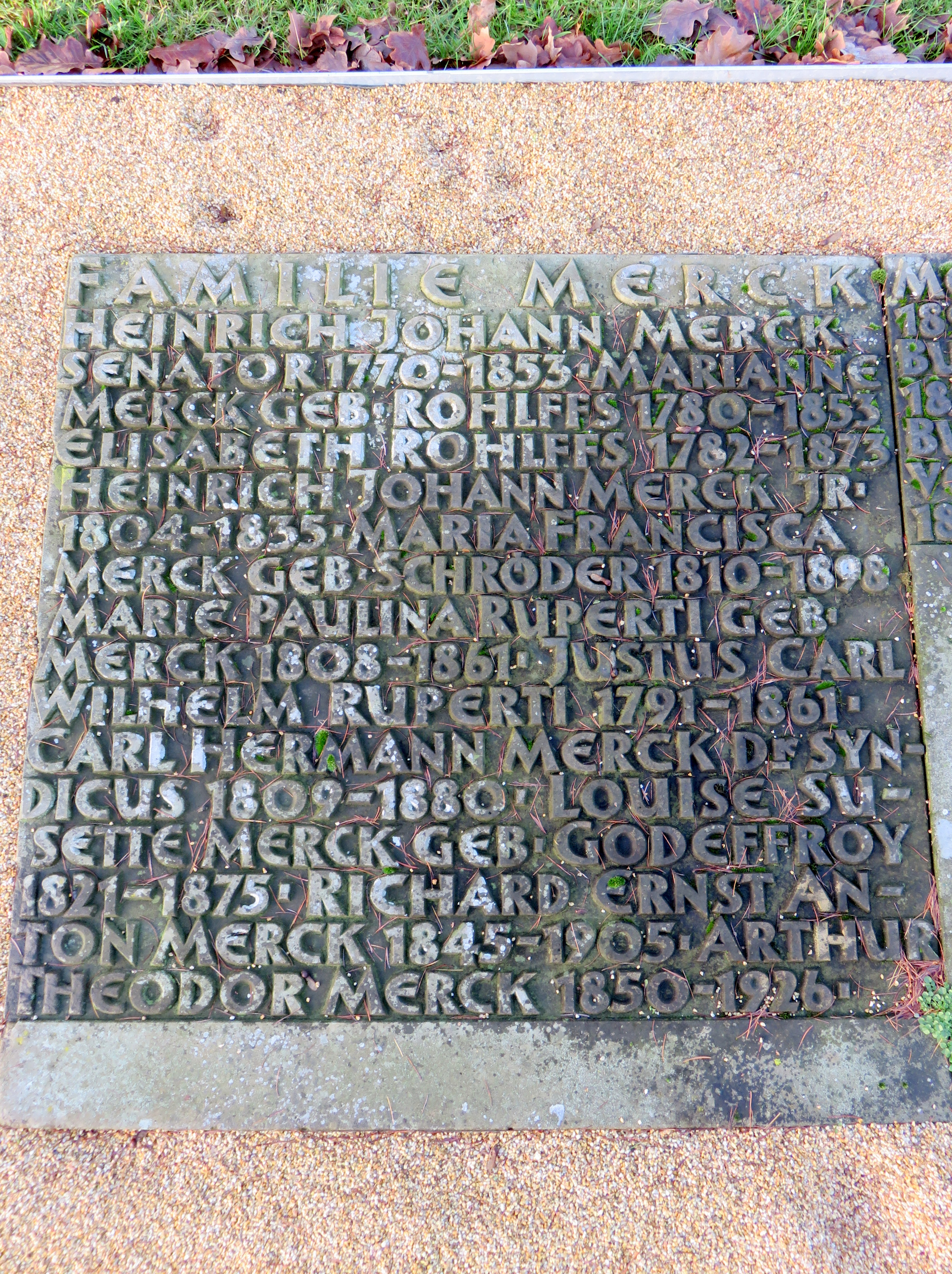
Justus Carl Wilhelm Ruperti, Marie Paulina Ruperti geb. Merck 1808-1861, Friedhof Ohlsdorf

Am 12. November 1829 heiratete Ruperti die deutlich jüngere Maria Pauline Merck (1808–1861), eine Tochter des Senators Heinrich Johann Merck. Beide bekamen acht Kinder. Das Ehepaar wohnte anfangs in einer Wohnung in den Großen Bleichen. Mit dem ersten Nachwuchs zogen sie in ein Haus am heutigen Ballindamm, das sie während des Hamburger Brandes verloren.
Seit 1839 besaß Ruperti einen Garten in Hamm, den er von Heinrich Johann Merck bekommen hatte. Dort hatte ein während der Hamburger Franzosenzeit abgerissenes Haus gestanden. Ruperti ließ dort 1840 ein von Eduard Stammann entworfenes Landhaus bauen, in dem die Familie vermutlich wohnte. 1846 bezog die Familie ein neu gebautes Stadthaus an der Ferdinandstraße 64.
Zu den weiteren Ländereien Rupertis gehörte seit 1856 das Rittergut Grubno im Kreis Kulm. Dort wohnte sein Sohn und Landwirt Karl (1835–1909).
Seit 1949 erinnert die Rupertistraße in Nienstedten an die ehemaligen Besitztümer der Familie Ruperti.
An Justus Ruperti und seine Ehefrau Marie Pauline wird auf der Sammelgrabplatte Familie Merck des Althamburgischen Gedächtnisfriedhofs, Friedhof Ohlsdorf, erinnert.